# Max Martersteig

Max Martersteig (1853–1926)

Max Martersteig (* 11. Februar 1853 in Weimar; † 3. November 1926 in Köln) war ein deutscher Theaterschauspieler, Schriftsteller und Bühnenleiter.

## Leben
Martersteig begann seine Schauspielausbildung bei Otto Devrient. Sein Bühnendebüt gab er 1873 als „Karl VII.“ in Die Jungfrau von Orléans. Danach folgten Engagements in Rostock, Frankfurt an der Oder (1875–1876), Weimar (1876–1879), Mainz (1879–1880), Aachen (1880–1881) und Kassel (1882–1885). 1885 wurde er Oberregisseur und artistischer Leiter des Theaters in Mannheim. 1890 verließ er Mannheim und ging nach Riga, wo er bis 1896 Theaterdirektor war. 1905 war er in Köln und anschließend bis 1918 in Leipzig Leiter des Theaters.

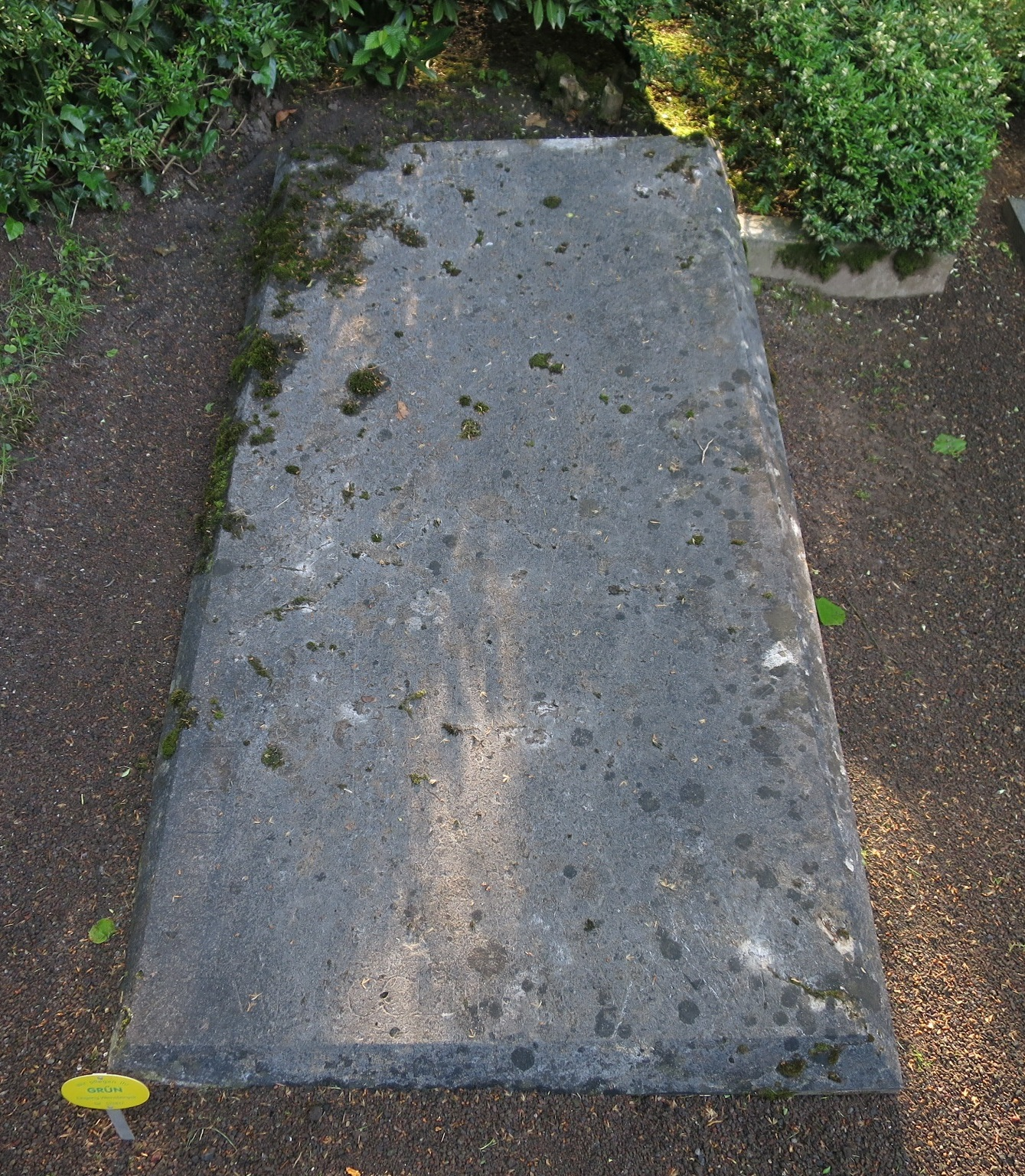
Max Martersteig – Grabplatte auf dem Kölner Friedhof Melaten

Er betätigte sich auch als Dramatiker und Theaterhistoriker. 1904 kam sein Werk Das deutsche Theater im 19. Jahrhundert heraus, das als grundlegend gilt.
Max Martersteig war mit der Schauspielerin Gertrud Eysoldt verheiratet, ihr gemeinsamer Sohn war der Dirigent und Komponist Leo Eysoldt.
Seine Grabstätte befindet sich auf dem Kölner Melaten-Friedhof (Flur 20 in E). Die kaum lesbare Grabplatte weist die Darstellung eines Todesgenius auf und trägt eine widmende Inschrift.
1968 wurde in Köln-Seeberg die Martersteigstraße nach ihm benannt. In Weimar wurde die Martersteigstraße nach ihm benannt.

## Werke
- Im Pavillon 1878
- Jelta u. Ruben 1881
- Aus Hessens Vorzeit 1884
- Der Schauspieler, ein künstlerisches Problem 1893 (Neuausgabe 1900)
- Giovanni Segantini. Bard, Marquardt & Co., Berlin 1903
- Das deutsche Theater im neunzehnten Jahrhundert. Eine kulturgeschichtliche Darstellung 1904, 2. Auflage 1924
- Das Abendbuch 1927
- Werner von Kuonefalk, Verlag von A.G. Liebeskind, Leipzig, 1886

## Theater (Regie)
- 1913: Henrik Ibsen: Wenn wir Toten erwachen (Altes Theater Leipzig)
- 1913: Henrik Ibsen: Die Kronprätendenten (Altes Theater Leipzig)
- 1915: Henrik Ibsen: Brand (Altes Theater Leipzig)
- 1916: Henrik Ibsen: Peer Gynt (Neues Theater Leipzig)